# Ивушка (посёлок)
И́вушка — посёлок в Куйбышевском районе Новосибирской области. Входит в состав Куйбышевского сельсовета.

## География
Площадь посёлка — 60 гектаров.

## История
В 1976 году указом Президиума Верховного Совета РСФСР посёлку фермы № 1 свиносовхоза «Куйбышевский» присвоено наименование Ивушка.

## Население
| 2002 | 2007 | 2010 |
| ---- | ---- | ---- |
| 280  | ↗297 | ↘211 |

## Инфраструктура
В посёлке по данным на 2007 год функционируют 1 учреждение здравоохранения и 1 учреждение образования.